# Llista de topònims de Sant Martí Sesgueioles
Llista de topònims (noms propis de lloc) del municipi de Sant Martí Sesgueioles, a l'Anoia
Informació actualitzada per un bot. Els canvis manuals es perdran quan s'actualitzi!

## cobert
| imatge | Nom                 | Ubicat a               | instància de | Detalls       | coordenades                                                                  | Protecció | Commons (més fotos) | Dades a WD                    |
| ------ | ------------------- | ---------------------- | ------------ | ------------- | ---------------------------------------------------------------------------- | --------- | ------------------- | ----------------------------- |
|        | Cobert del Llebreta | Sant Martí Sesgueioles | cobert       |               | 41° 42′ 12″ N, 1° 29′ 38″ E / 41.7033315913143°N,1.4940079609796°E 631 msnm  |           |                     | Modifica les dades a Wikidata |
|        | Cobert del Mosull   | Sant Martí Sesgueioles | cobert       |               | 41° 42′ 18″ N, 1° 29′ 34″ E / 41.704917762374°N,1.49270895818074°E 642 msnm  |           |                     | Modifica les dades a Wikidata |
|        | Cobert del Notxer   | Sant Martí Sesgueioles | cobert       | Estat: ruïnós | 41° 42′ 08″ N, 1° 29′ 41″ E / 41.7023065201323°N,1.49482509804196°E 630 msnm |           |                     | Modifica les dades a Wikidata |

## edifici
| imatge | Nom                               | Ubicat a               | instància de | Detalls                     | coordenades                                                                                | Protecció                                  | Commons (més fotos)                 | Dades a WD                    |
| ------ | --------------------------------- | ---------------------- | ------------ | --------------------------- | ------------------------------------------------------------------------------------------ | ------------------------------------------ | ----------------------------------- | ----------------------------- |
|        | Pallissa de la Rasa de la Bovera  | Sant Martí Sesgueioles | edifici      |                             | 41° 41′ 50″ N, 1° 30′ 28″ E / 41.6970966°N,1.5077709°E                                     |                                            |                                     | Modifica les dades a Wikidata |
|        | Pallissa del Tros de la Xoriguera | Sant Martí Sesgueioles | edifici      |                             | 41° 42′ 07″ N, 1° 30′ 04″ E / 41.7019348°N,1.5010287°E ca:Al Nord del Tros de la Xuriguera |                                            |                                     | Modifica les dades a Wikidata |
|        | Rectoria Vella                    | Sant Martí Sesgueioles | edifici      | Estil: arquitectura popular | 41° 42′ 10″ N, 1° 29′ 18″ E / 41.70269°N,1.48836°E ca:carrer del Portal, 1- carrer Vell    | bé integrant del patrimoni cultural català |                                     | Modifica les dades a Wikidata |
|        | la Fàbrica                        | Sant Martí Sesgueioles | edifici      | 20th century                | 41° 42′ 09″ N, 1° 29′ 25″ E / 41.702577°N,1.490187°E ca:Av. Catalunya 633 msnm             | bé cultural d'interès local                | La Fàbrica (Sant Martí Sesgueioles) | Modifica les dades a Wikidata |

## església
| imatge | Nom                                         | Ubicat a               | instància de | Detalls                                  | coordenades                                                                                            | Protecció                                  | Commons (més fotos)                         | Dades a WD                    |
| ------ | ------------------------------------------- | ---------------------- | ------------ | ---------------------------------------- | --- | ------------------------------------------ | ------------------------------------------- | ----------------------------- |
|        | Sant Martí                                  | Sant Martí Sesgueioles | església     | Estil: arquitectura barroca 18th century | 41° 42′ 07″ N, 1° 29′ 18″ E / 41.701884°N,1.48844°E ca:Pl. de l'Ajuntament 638 msnm                    | bé integrant del patrimoni cultural català | Església de Sant Martí de Sesgueioles       | Modifica les dades a Wikidata |
|        | Sant Valentí de Vilallonga                  | Sant Martí Sesgueioles | església     | Estil: arquitectura popular 12nd century | 41° 42′ 09″ N, 1° 30′ 31″ E / 41.702378°N,1.508522°E ca:Prop de Can Balart, ctra. 1001, km 34 634 msnm | bé integrant del patrimoni cultural català | Sant Valentí de Vilallonga                  | Modifica les dades a Wikidata |
|        | capella del Roser de Sant Martí Sesgueioles | Sant Martí Sesgueioles | església     | Estil: arquitectura popular 17th century | 41° 42′ 10″ N, 1° 29′ 22″ E / 41.702877°N,1.489312°E ca:C. del Roser 641 msnm                          | bé integrant del patrimoni cultural català | Capella del Roser de Sant Martí Sesgueioles | Modifica les dades a Wikidata |

## font
| imatge | Nom                                              | Ubicat a               | instància de | Detalls                         | coordenades                                                                       | Protecció                                  | Commons (més fotos)  | Dades a WD                    |
| ------ | ------------------------------------------------ | ---------------------- | ------------ | ------------------------------- | --------------------------------------------------------------------------------- | ------------------------------------------ | -------------------- | ----------------------------- |
|        | font d'Emili Donadeu                             | Sant Martí Sesgueioles | font         | Estil: noucentisme 20th century | 41° 42′ 08″ N, 1° 29′ 18″ E / 41.70227°N,1.48832°E ca:Pl. Emili Donadeu 637 msnm  | bé integrant del patrimoni cultural català | Font d'Emili Donadeu | Modifica les dades a Wikidata |
|        | font de la Capella de Sant Valentí de Vilallonga | Sant Martí Sesgueioles | font         |                                 | 41° 42′ 08″ N, 1° 30′ 31″ E / 41.7022862°N,1.5086182°E ca:Capella de Sant Valentí |                                            |                      | Modifica les dades a Wikidata |

## granja
| imatge | Nom           | Ubicat a               | instància de | Detalls | coordenades                                                                  | Protecció | Commons (més fotos) | Dades a WD                    |
| ------ | ------------- | ---------------------- | ------------ | ------- | ---------------------------------------------------------------------------- | --------- | ------------------- | ----------------------------- |
|        | Granges Creus | Sant Martí Sesgueioles | granja       |         | 41° 41′ 58″ N, 1° 29′ 15″ E / 41.6994081351342°N,1.48741760161223°E 659 msnm |           |                     | Modifica les dades a Wikidata |
|        | La Granja     | Sant Martí Sesgueioles | granja       |         | 41° 42′ 03″ N, 1° 29′ 30″ E / 41.7008615600518°N,1.49178216401283°E 633 msnm |           |                     | Modifica les dades a Wikidata |

## masia
| imatge | Nom              | Ubicat a               | instància de | Detalls                                  | coordenades                                                                            | Protecció                                  | Commons (més fotos) | Dades a WD                    |
| ------ | ---------------- | ---------------------- | ------------ | ---------------------------------------- | -------------------------------------------------------------------------------------- | ------------------------------------------ | ------------------- | ----------------------------- |
|        | Can Fontanet     | Sant Martí Sesgueioles | masia        | 1776 Estat: ruïnós                       | 41° 42′ 07″ N, 1° 29′ 44″ E / 41.7020281474526°N,1.49557672788919°E 627 msnm           |                                            |                     | Modifica les dades a Wikidata |
|        | Torre del Notxer | Sant Martí Sesgueioles | masia        |                                          | 41° 41′ 57″ N, 1° 29′ 22″ E / 41.6990389861643°N,1.48948129270899°E 645 msnm           |                                            |                     | Modifica les dades a Wikidata |
|        | cal Balard       | Sant Martí Sesgueioles | masia        | Estil: arquitectura popular 19th century | 41° 42′ 06″ N, 1° 30′ 32″ E / 41.701697°N,1.508882°E ca:Ctra. BV-1001, km 3,4 632 msnm | bé integrant del patrimoni cultural català | Cal Balard          | Modifica les dades a Wikidata |

## muntanya
| imatge | Nom                  | Ubicat a                      | instància de | Detalls | coordenades                                                       | Protecció | Commons (més fotos) | Dades a WD                    |
| ------ | -------------------- | ----------------------------- | ------------ | ------- | ----------------------------------------------------------------- | --------- | ------------------- | ----------------------------- |
|        | Tossal de la Pesseta | Pujalt Sant Martí Sesgueioles | muntanya     |         | 41° 42′ 22″ N, 1° 29′ 18″ E / 41.70598611°N,1.48827778°E 675 msnm |           |                     | Modifica les dades a Wikidata |
|        | Tossal del Manco     | Pujalt Sant Martí Sesgueioles | muntanya     |         | 41° 41′ 50″ N, 1° 29′ 16″ E / 41.6972°N,1.48789°E 684 msnm        |           |                     | Modifica les dades a Wikidata |

## pallissa
| imatge | Nom                     | Ubicat a               | instància de | Detalls       | coordenades | Protecció | Commons (més fotos) | Dades a WD                    |
| ------ | ----------------------- | ---------------------- | ------------ | ------------- | --- | --------- | ------------------- | ----------------------------- |
|        | Les Tres Pallisses      | Sant Martí Sesgueioles | pallissa     |               | 41° 42′ 10″ N, 1° 29′ 42″ E / 41.7027848350278°N,1.49489807022807°E 633 msnm                                                         |           |                     | Modifica les dades a Wikidata |
|        | Pallissa de Cal Saleta  | Sant Martí Sesgueioles | pallissa     |               | 41° 42′ 18″ N, 1° 29′ 56″ E / 41.705035259798°N,1.49893200058624°E 635 msnm                                                          |           |                     | Modifica les dades a Wikidata |
|        | Pallissa de Cal Solà    | Sant Martí Sesgueioles | pallissa     | Estat: ruïnós | 41° 42′ 29″ N, 1° 29′ 34″ E / 41.7080697951598°N,1.49268339676522°E 646 msnm                                                         |           |                     | Modifica les dades a Wikidata |
|        | Pallissa de Cal Vives   | Sant Martí Sesgueioles | pallissa     | 1899          | 41° 42′ 09″ N, 1° 30′ 05″ E / 41.7024120029088°N,1.50151689021716°E ca:Plans de Sant Valentí 623 msnm                                |           |                     | Modifica les dades a Wikidata |
|        | Pallissa de la Co       | Sant Martí Sesgueioles | pallissa     |               | 41° 42′ 19″ N, 1° 29′ 45″ E / 41.705263738036°N,1.4957416666732°E 649 msnm                                                           |           |                     | Modifica les dades a Wikidata |
|        | Pallissa del Bossada    | Sant Martí Sesgueioles | pallissa     | Estat: ruïnós | 41° 42′ 35″ N, 1° 29′ 57″ E / 41.7097136889874°N,1.4992318198828°E ca:Revolt del Purgatori (carretera BV-1001), Figaro. 650 msnm     |           |                     | Modifica les dades a Wikidata |
|        | Pallissa del Piquer     | Sant Martí Sesgueioles | pallissa     | Estat: ruïnós | 41° 42′ 00″ N, 1° 29′ 33″ E / 41.7000249581885°N,1.49254682974994°E ca:A 140 metres a l'oest de la carretera BV-1001 (km 4) 634 msnm |           |                     | Modifica les dades a Wikidata |
|        | Pallissa del Pla        | Sant Martí Sesgueioles | pallissa     |               | 41° 42′ 19″ N, 1° 29′ 36″ E / 41.7052512044832°N,1.49341028574016°E 640 msnm                                                         |           |                     | Modifica les dades a Wikidata |
|        | Pallissa del Tercerilla | Sant Martí Sesgueioles | pallissa     |               | 41° 42′ 15″ N, 1° 29′ 40″ E / 41.7040861678028°N,1.49454321042447°E ca:Ctra. de Calaf (BV-1001) Km 3,5 632 msnm                      |           |                     | Modifica les dades a Wikidata |

## pont
| imatge | Nom                                | Ubicat a               | instància de | Detalls                    | coordenades | Protecció | Commons (més fotos) | Dades a WD                    |
| ------ | ---------------------------------- | ---------------------- | ------------ | -------------------------- | --- | --------- | ------------------- | ----------------------------- |
|        | Pas del Quelet                     | Sant Martí Sesgueioles | pont         |                            | 41° 42′ 14″ N, 1° 29′ 22″ E / 41.7039009886159°N,1.48935546098517°E                                                                          |           |                     | Modifica les dades a Wikidata |
|        | Pont del Torrent de Ferrera        | Sant Martí Sesgueioles | pont         | 20th century Estat: malmès | 41° 42′ 17″ N, 1° 29′ 42″ E / 41.704689323312°N,1.4949695461307°E ca:Torrent de Ferrera 632 msnm                                             |           |                     | Modifica les dades a Wikidata |
|        | Pont del Torrent de la Guàrdia     | Sant Martí Sesgueioles | pont         | Estat: bon estat           | 41° 42′ 08″ N, 1° 29′ 17″ E / 41.702151065612°N,1.4880934286915°E ca:Carrer Pont 637 msnm                                                    |           |                     | Modifica les dades a Wikidata |
|        | Pont del ferrocarril               | Sant Martí Sesgueioles | pont         | 1940 Estat: bon estat      | 41° 42′ 09″ N, 1° 29′ 14″ E / 41.702383363622°N,1.4871081143639°E ca:Creuament del Torrent de la Guàrdia amb la via del ferrocarril 638 msnm |           |                     | Modifica les dades a Wikidata |
|        | Pont del viarany de la "Margaridó" | Sant Martí Sesgueioles | pont         | Estat: bon estat           | 41° 42′ 08″ N, 1° 29′ 31″ E / 41.702302306606°N,1.4919732981672°E ca:Carretera BV-1001 amb Torrent de la Guàrdia 627 msnm                    |           |                     | Modifica les dades a Wikidata |

## Misc
| imatge | Nom                                         | Ubicat a               | instància de                                   | Detalls                                                               | coordenades | Protecció                                            | Commons (més fotos)                            | Dades a WD                    |
| ------ | ------------------------------------------- | ---------------------- | ---------------------------------------------- | --------------------------------------------------------------------- | --- | ---------------------------------------------------- | ---------------------------------------------- | ----------------------------- |
|        | Cal Dalmases                                | Sant Martí Sesgueioles | casa                                           | Estil: arquitectura del Renaixement arquitectura popular 16th century | 41° 42′ 09″ N, 1° 29′ 20″ E / 41.702424°N,1.488915°E ca:C. de Baix, 13 636 msnm                                            | bé integrant del patrimoni cultural català           | Cal Dalmases (Sant Martí Sesgueioles)          | Modifica les dades a Wikidata |
|        | Campanar de Sant Martí Sesgueioles          | Sant Martí Sesgueioles | campanar                                       | Estil: arquitectura barroca 17th century                              | 41° 42′ 10″ N, 1° 29′ 18″ E / 41.702797°N,1.488438°E ca:Al final del c. Vell 646 msnm                                      | bé integrant del patrimoni cultural català           | Campanar de Sant Martí Sesgueioles             | Modifica les dades a Wikidata |
|        | Estació de Sant Martí Sesgueioles           | Sant Martí Sesgueioles | estació de ferrocarril                         | 1917                                                                  | 41° 42′ 05″ N, 1° 29′ 11″ E / 41.70133333333333°N,1.4863333333333333°E                                                     |                                                      |                                                | Modifica les dades a Wikidata |
|        | Marge de Pedra de Vilallonga                | Sant Martí Sesgueioles | element arquitectònic                          |                                                                       | 41° 41′ 52″ N, 1° 30′ 26″ E / 41.6979106°N,1.5071671°E ca:Can Balard                                                       |                                                      |                                                | Modifica les dades a Wikidata |
|        | Muralla de Sant Martí Sesgueioles           | Sant Martí Sesgueioles | muralla urbana                                 |                                                                       | 41° 42′ 09″ N, 1° 29′ 17″ E / 41.702545°N,1.488087°E ca:Carrer Vell                                                        | bé d'interès cultural                                | Pas cobert de Sant Martí Sesgueioles           | Modifica les dades a Wikidata |
|        | Sant Martí Sesgueioles                      | Sant Martí Sesgueioles | entitat singular de població capital municipal | 360 hab                                                               | 41° 42′ 05″ N, 1° 29′ 23″ E / 41.70149441°N,1.48981989°E 640 msnm                                                          |                                                      |                                                | Modifica les dades a Wikidata |
|        | casa consistorial de Sant Martí Sesgueioles | Sant Martí Sesgueioles | casa consistorial                              |                                                                       | 41° 42′ 07″ N, 1° 29′ 17″ E / 41.7020328°N,1.4881663°E                                                                     |                                                      |                                                | Modifica les dades a Wikidata |
|        | castell de Vilallonga                       | Sant Martí Sesgueioles | castell                                        | 1022 Estat: enderrocat o destruït                                     | 41° 42′ 08″ N, 1° 30′ 28″ E / 41.70233°N,1.50787°E ca:Vilallonga 631 msnm                                                  | bé d'interès cultural bé cultural d'interès nacional | Castell de Vilallonga (Sant Martí Sesgueioles) | Modifica les dades a Wikidata |
|        | creu de terme de Sant Martí Sesgueioles     | Sant Martí Sesgueioles | creu de terme                                  | Estil: historicisme arquitectònic                                     | 41° 42′ 11″ N, 1° 29′ 35″ E / 41.702967°N,1.492963°E ca:Encreuament del camí de Sant Valentí amb la ctra. BV-1001 630 msnm | bé integrant del patrimoni cultural català           | Creu de terme de Sant Martí Sesgueioles        | Modifica les dades a Wikidata |